# Stefano Giovannoni
Stefano Giovannoni (La Spezia, 30 agosto 1954) è un designer italiano.

## Biografia

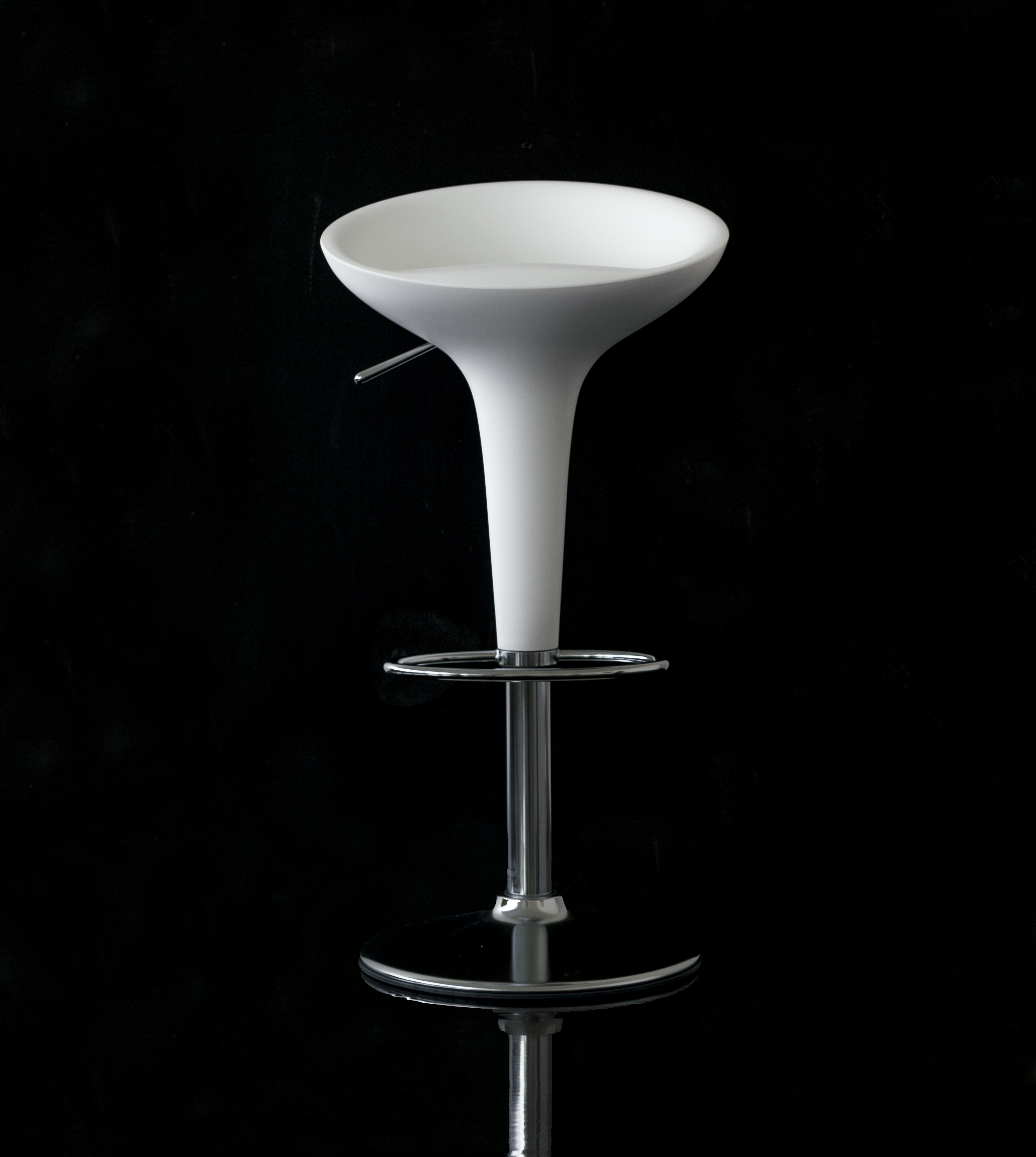
Bombo per Magis

Nato a La Spezia, vive e lavora a Milano. Si è laureato in architettura a Firenze a ventitré anni nel 1978 e, nella stessa facoltà, ha svolto attività didattica e di ricerca fino al 1991. Nel 1984 e 1985 ha collaborato con Ettore Sottsass e con Alchimia-Mendini. Ha poi insegnato alla Domus Academy di Milano, all'Università del progetto Reggio Emilia e alla Facoltà di architettura dell'Università di Genova (cattedra di disegno industriale). È stato tra i co-fondatori del movimento Bolidista.
Ha lavorato come designer industriale e interior designer, creando molteplici best seller e numerose famiglie di prodotti di grande successo commerciale che gli hanno aggiudicato il titolo di "Campione del super and popular degli anni 2000" (Alberto Alessi), "Re Mida del design" (Cristina Morozzi), "Il designer più bankable" (Eugenio Perazza).
Ha collaborato con molte e importanti aziende, tra le quali Alessi (di particolare rilievo: le serie "Girotondo" e "Mami", "Il BagnoAlessi"e i famosi prodotti in plastica fra cui Lilliput, Magic Bunny e Merdolino), Magis (con le serie "Bombo","Vanity","First" e "Paso Doble"), Amore Pacific, Artsana, Bisazza, Cederroth, Deborah, Elica, Fiat, Hannspree, Hanssem, Helit, Henkel, Honeywell, Inda, KDDI, Kokuyo, Laufen, Lavazza, LG Hausys, Maletti, Meglio, Mikakuto, Moooi, Nestlé, Nissan, NTT Docomo, Oras, Oregon Scientific, Papernet, Promelit, Pulsar, Replay, Samsung, Seiko, Shaf, Siemens, Skitsch, Sodastream, SPC, Star, Telecom, Toto, 3M, Toto, Tubes, Veneta Cucine, Vondom and ZTE. ecc.
- Nel 1989 disegna insieme a Guido Venturini la famiglia "Girotondo", suo primo prodotto industriale, che venderà oltre sette milioni di pezzi.
- Nel 1991 progetta il padiglione italiano per la mostra "Les Capitales Europeennes du nouveau design" al centro Georges Pompidou di Parigi.
- Nel 1993 esce la prima serie di prodotti in plastica per Alessi fra cui "Lilliput", "Fruit Mama", "Nutty the cracker" e il "Merdolino".
- Nel 1996 disegna lo sgabello "Bombo", che per un decennio sarà uno dei prodotti design di maggior fatturato, ed uno di quelli che vantano il maggior numero di imitazioni.
- Nel 1999 disegna la famiglia "Mami", bestseller Alessi.
- Nel 2002 disegna "Il BagnoAlessi".
- Nel 2003 disegna "IlTelefono Alessi" per Alessi-Siemens.
- Nel 2006 disegna la sedia "First" per Magis.
- Nel 2008 artdirection per Frisco-Nestlè, disegna "Giovannoni Washlet" per Toto, Chin Family e OrienTales per Alessi in collaborazione con il National Palace Museum di Taiwan.
- Nel 2009 disegna "AlessiPhone", la serie di cucine "Liquida" per Veneta Cucine e la sedia "Vanity" per Magis.
- Nel 2010 disegna "AlessiTab", il cellulare "Mr. Eye" per KDDI.
- Nel 2011 disegna "Green First", prodotti di arredo per Maletti-L'Oreal, "Samsung Google Tv Smartbox" e il set di valigie "Mouse" per FPM.
- Nel 2012 disegna "Alu Green", prodotti di arredo per Maletti-L'Oreal, "Aquabar" per Sodastream, le famiglie di arredi per esterni "Stone" e "Blow" per Vondom, i radiatori "Trame" per Tubes, lo smartphone "Nubia Z5" per ZTE.

## Riconoscimenti
- Design Plus, Francoforte (1994, 1996 e 2003)
- 100% Design, Londra (1997)
- Forum Design Hannover (1999)
- Chicago Atheneum “Good Design Award" Chicago (2010)
- Interior Design magazine's "Best of Year 2012 Award" New York (2012)
- Wallpaper magazine "Design Awards 2013" Londra (2013)